# Vignet
Vignet (fr. vignette lille vingren ) en illustration der oprindelig forestillede en vingren, som af dekorative grunde blev anvendt i bøger og tryksager.
Vignettet blev anbragt på titelblade samt som begyndelse og afslutning på produktets kapitler eller afsnit.
En vignet anbragt som afslutning efter et kapitel kaldes cul-de-lampe.